# Mont Nerone
Pour les articles homonymes, voir Nerone (homonymie).
Le mont Nerone est une montagne du massif des Apennins culminant à 1 525 m d'altitude située sur les communes d'Apecchio, Cagli et Piobbico dans la province de Pesaro et d'Urbino dans la région des Marches.

## Toponymie
L'origine du nom n'est pas claire ; il a été suggéré qu'il pourrait provenir du nom du consul romain Caius Claudius Nero qui, lors de la bataille du Métaure contre les Carthaginois commandés par Hasdrubal Barca, poursuivit les alliés Gaulois de ces derniers jusqu'au sommet de la montagne.

## Géologie
Le mont Nerone est un massif calcaire, avec une importante variété de paysages, collines, ravins, murailles abruptes et impressionnantes formations karstiques, souterraines et de surface.

## Flore
Le long des pentes sur une dénivellation d'environ 1 200 m, il y a des forêts de charme, chênes, hêtre ; dans les sous-bois on trouve cyclamen, violette, lys, orchidée et truffe. Les prairies sont utilisées comme pâturages.

## Faune
- Mammifères : sanglier, daim, lièvre, porc-épic, écureuil, taupe, hérisson, renard, blaireau  et plus rarement le loup
- Oiseaux diurnes : passereaux, corneille, colombe, bécasse, coucou, hirondelle, buse, plus rarement le faucon
- Oiseaux nocturnes : chauve-souris, hibou, chouette
- Animaux aquaphiles : crapaud, salamandre, grenouille, truite, écrevisse et crabe
- Reptiles : vipère dans les grottes
- Autres : speleomantes et orthoptères

## Tourisme
Une station de ski est opérationnelle pendant l'hiver.